# Anemia sideroblastica ereditaria
L'anemia sideroblastica ereditaria, o anemia sideroblastica legata al sesso, è un tipo di anemia sideroblastica del gruppo delle porfirie, dovuta a un'alterazione del metabolismo dell'eme.
Colpisce entrambi i sessi e la causa è genetica, legata a una mutazione del gene ALAS2, presente nel cromosoma X nel locus p11.21, che codifica per l'enzima 5-amminolevulinato sintasi.
L'enzima così modificato ha una ridotta capacità di biosintesi dell'eme, causando anemia nella persona affetta.

## Clinica
L'esame emocromocitometrico mostra un'anemia sideroblastica ipocromica con anisopoichilocitosi, con presenza di sideroblasti ad anello e ipersideremia e iperplasia eritroide.

## Trattamento
La terapia è comune alle altre forme di anemia sideroblastica e consiste nella somministrazione di piridossina e vitamina B6.